# Cherchez Hortense
Cherchez Hortense è un film del 2012 diretto da Pascal Bonitzer.